# 보라티알
보라티알(BoraTR Co., Ltd.)는 대한민국의 프리미엄 식자재 기업이다. 본사는 서울특별시 강남구 강남대로 518 화이트518에 위치해 있으며 대표이사는 강민석이다. 이태리 식재료 등을 수입하며 천일염 등 식자재를 판매한다 메가MGC커피 프랜차이즈 커피샆을 운영한다.

## 상장
2017년 6월 8일에 공모가 14,300원에 코스닥 시장에 상장하였다.

## 같이 보기
- 천일염
- 메가커피

## 참고문헌
1. ↑  보라티알, 로봇 프로세스 자동화 4차 사업 추진, ET뉴스, 2023-11-17
2. ↑  천일염 판매 보라티알 급등...후쿠시마 오염수 방류 임박, fn뉴스, 2023.06.07
3. ↑  박준환, 보라티알 오너가 돈 버는 법...천일염과 프랜차이즈'메가커피', CNews, 2023.06.19